# Champforgeuil
Champforgeuil este o comună în departamentul Saône-et-Loire, Franța. În 2009 avea o populație de 2.256 de locuitori.

## Evoluția populației
| An        | 1975  | 1982  | 1990  | 1999  | 2006  | 2009  |
| --------- | ----- | ----- | ----- | ----- | ----- | ----- |
| Populație | 1.923 | 2.125 | 2.128 | 2.185 | 2.259 | 2.256 |